# 1er régiment de tirailleurs de la Garde impériale

Le 1er tirailleurs de la garde est un régiment français des guerres napoléoniennes. Il fait partie de la Jeune Garde. Le régiment est créé le 16 janvier 1809 par décision de l'empereur Napoléon. Le régiment est composé de conscrits qui ne portent pas d'épaulette, de cordon de shako ou autre marque distinctive. Comme les autres régiments de la Jeune Garde, ils portent les cheveux ras. Le régiment disparaît à la chute de l'empire en 1814. Reformé en 1815, il est supprimé sous la Restauration.

## Uniforme

### Les hommes de troupe
Le shako des tirailleurs (peu importe le régiment) est orné de deux galons blanc en forme de V. La plaque du shako est en forme d'aigle impériale mais ne présente pas le numéro du régiment. Le shako se compose également d'un cordon natté terminé par deux raquettes de couleur écarlate. La visière est cerclée de cuivre. Les cordons seront supprimés en 1813. Le plumet est écarlate ou blanc et écarlate. Le régiment se distingue par la couleur de ses pompons. Le premier régiment a comme couleur du rouge en haut et du blanc en bas. Le bonnet de police est bleu avec cordon rouge et une flamme avec un gland écarlate. Il porte sur le devant un aigle blanc identique à celui du shako et sur les retroussis,. Ils portent un habit bleu de roi plus clair que celui des grenadiers à pied de la garde. L'habit est identique à celui de l'Infanterie légère défini par l'Ordonnance de 1812, et appliqué à la jeune garde en 1813.

### Les sous-officiers
Ils disposent du même uniforme que la troupe. Ils conserveront les cordons (supprimés en 1813 pour la troupe) qui sera supprimé pour eux lors du retour de Napoléon en 1815. Seuls les adjudants sous-officiers ne sont pas touché par ce décret. Au lieu des aigles blancs sur leurs retroussis, ils ont des grenades dorées. Les épaulettes sont de même couleur et même nature que celles des sous-officiers de grenadiers de la garde. Seul exception celles du fourrier.

### Les officiers
Les lieutenants et sous-lieutenants portent le même habit que la troupe, mais avec des pans plus long. Les distinctif est couleur or, ainsi les épaulettes et contre épaulette sont dorées. Ces officiers chaussent des bottes à revers, le sabre d'infanterie est porté au ceinturon. À partir du grade de capitaine l'uniforme porté est celui des fusiliers-grenadiers. Les officiers montés sont souvent chaussés avec des bottes à l'écuyère et ont hors règlement généralement un sabre de cavalerie légère.

## Armement
Le fusil de dotation est le modèle 1777, modifié An IX, avec baïonnette. Les soldats portent le sabre briquet qui est plus utilitaire qu'à usage purement militaire et offensif.  Les cartouches et le matériel d'entretien du fusil sont rangés dans la giberne qui porte le même aigle que sur le shako.

## Emblèmes
Seuls les régiments de la vieille garde possèdent une aigle. Ils possèdent un fanion de couleur rouge-rose avec un cercle blanc au centre contenant un aigle couronné avec le nom et numéro du régiment. Au quatre coins il y a une étoile blanche ou jaune en fonction qui ne furent rajoutées[pas clair]. Le fanion mesure 0,56m X 0,65m.

## Historique du régiment
- 1809 - Créé et nommé 1er régiment de Tirailleurs-grenadiers
- 1810 - 1er régiment de Tirailleurs de la Garde impériale
- 1814 - Dissout.
- 1815 - Reformé 1er Régiment de Tirailleurs de la Garde Imperiale

## Chef de corps
- 1809 : Louis Lonchamp
- 1812 : Auguste Nicolas Lenoir
- 1812 : Jean-Lucq Darriule
- 1814 : George Albert
- 1815 : Jacques-Elisée Trappier de Malcom

## Batailles
Ce sont les batailles principales où fut engagé très activement le régiment. Il participa évidemment à plusieurs autres batailles, surtout en 1814.
- 1809 :
  - Tirailleurs au combat en compagnie de  fusiliers-chasseurs, localisation incertaine ?Essling
  - Wagram[4]
- 1810 :
  - Salines
  - Viana
- 1812 : Campagne de Russie
  - La Moskowa,
  - Krasnoé,
  - La Bérézina
  - Kowno
- 1813 : Campagne d'Allemagne

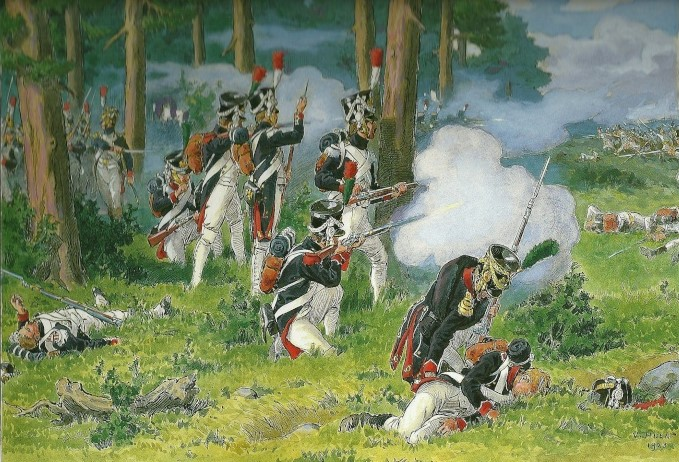
Tirailleurs au combat en compagnie de fusiliers-chasseurs, localisation incertaine ?

  - 16-19 octobre: Bataille de Leipzig
- 1814 : Campagne de France
  - Brienne,
  - La Rothière,
  - Craonne,
  - Troyes,
  - Soissons,
  - Fère-Champenoise
  - Paris
- 1815 :
  - Waterloo

## Personnalités
- Augustin Pons (1774-1854) alors capitaine
- Hubert Vautrin (1764-1836) alors chef de bataillon

## Sources
1. ↑  Liliane et Fred Funcken, L'uniforme et les armes des soldats du premier empire tome 2, Tournai, Casterman, 1969, 157 p., des pages 14 à 19
2. 1 2  (fr + en) André Jouineau et Jean-Marie Mongin, La Garde impériale du Premier Empire, Bayeux, Heimdal, 2017, 177 p. (ISBN 978-2-84048-477-6 et 978-2-84048-495-0), de la page 72 à 81
3. ↑  Eugène Louis Bucquoy, Les uniformes du premier empire, la garde impériale, les troupes à pied, Paris, Grancher, édition de 1977, 129 p., de 51 à 54
4. ↑  François-Guy Hourtoulle, André Jouineau et Jean-Marie Mongin, Wagram: l'apogée de l'Empire, Histoire & collections, 2002 (ISBN 978-2-913903-32-6 et 978-2-915239-73-7)